# Thy Majestie
Thy Majestie je italská power metalová kapela, která vznikla v roce 2000. Jejich hudba je typicky filmová, epická, symfonická, progresivní a temnější než obvykle power metal.

## Členové kapely
Současní členové
- Giuseppe Carrubba - klávesy
- Dario D'Alessandro - baskytara
- Claudio Diprima - bicí
- Simone Campione - kytara
- Dario Cascio - zpěv

Bývalí členové
- Gabriele Grilli - zpěv
- Michele Cristofalo - baskytara
- Giulio Di Gregorio - zpěv
- Matt Aub - zpěv
- Giovanni Santini - kytara
- Dario Grillo - zpěv, akustická kytara
- Giuseppe Bondì - klávesy
- Maurizio Malta - kytara
- Valerio Castorino - klávesy

## Diskografie

### Alba
- Perpetual Glory (1999)
- The Lasting Power (2000)
- Hastings 1066 (2002)
- Jeanne d'Arc (2005)
- Dawn (2008)